# Округ Кенебек (Мејн)
Кенебек (енгл. Kennebec County) је округ у америчкој савезној држави Мејн.

## Демографија
По попису из 2010. године број становника је 122.151, што је 5.037 (4,3%) становника више него 2000. године.
| Група             | 2000.           | 2010.           |
| Белци             | 113.566 (97,0%) | 116.549 (95,4%) |
| Афроамериканци    | 404 (0,3%)      | 687 (0,6%)      |
| Азијати           | 690 (0,6%)      | 892 (0,7%)      |
| Хиспаноамериканци | 852 (0,7%)      | 1.504 (1,2%)    |
| Укупно            | 117.114         | 122.151         |